# モンゴメリー郡 (ニューヨーク州)
モンゴメリー郡（英: Montgomery County）は、アメリカ合衆国ニューヨーク州の中央部、モホーク川の北岸に位置する郡である。2010年国勢調査での人口は50,219人であり、2000年の49,708 人から1.0%増加した。郡庁所在地はフォンダ村（人口795人）であり、同郡で人口最大の都市はアムステルダム市（人口18,620人）である。郡名はアメリカ独立戦争の1775年にケベックの戦いで戦死したリチャード・モントゴメリー将軍に因んで名づけられた。

## 歴史
1784年、アメリカ独立戦争を終わらせた条約締結に続いて、トライアン郡はモンゴメリー郡に改名された。これは独立戦争時の将軍リチャード・モントゴメリーに因む命名だった。モントゴメリーはカナダで数か所を占領した後、ケベック市攻略中に戦死した。憎まれたイギリスの総督に代わる命名だった。
1789年、モンゴメリー郡からオンタリオ郡が分離した。このときのオンタリオ郡は現在の領域よりもかなり広かった。現在のアリゲイニー郡、カタラウガス郡、シャトークア郡、エリー郡、ジェネシー郡、モンロー郡、ナイアガラ郡、オーリンズ郡、スチューベン郡、ワイオミング郡、イェーツ郡の全体と、スカイラー郡、ウェイン郡の一部が含まれていた。
1791年、モンゴメリー郡からハーキマー郡、タイオガ郡、オチゴ郡が分離した。
1802年、クリントン郡、ハーキマー郡、モンゴメリー郡のそれぞれ一部を合わせてセントローレンス郡が設立された。
1816年、モンゴメリー郡からハミルトン郡が分離設立された。
1838年、モンゴメリー郡からフルトン郡が分離設立された。

## 地理
モンゴメリー郡はニューヨーク州中央部にあり、スケネクタディ市の西、オールバニ市の北西に位置している。
アメリカ合衆国国勢調査局に拠れば、郡域全面積は410平方マイル (1,062 km2)であり、このうち陸地405平方マイル (1,049 km2)、水域は6平方マイル (16 km2)で水域率は1.34%である。
エリー運河がモンゴメリー郡内をモホーク川に並行して走り、州内を西にウッド川に向かっている。五大湖とハドソン川を結ぶ流通路となった。この運河の盛期には多くの貨物と旅客を運んだので、その経路沿いに幾つかの町や村が成長した。同じ川の平原に州内を抜ける鉄道が建設されると、鉄道が運河に取って代わり、運河は幾つかの地域で埋め戻された。20世紀半ば、ニューヨーク州スルーウェイが、運河と鉄道の通った東西方向にそれらと平行に建設された。
今日のエリー運河とその閘門は、主に地元住民や観光客のためにレクリエーション船に使われている。運河が建設された当時、モンゴメリー郡はアパラチア山脈を抜ける唯一の場所だった。運河建設のために「ノーズ」と呼ばれ、「西部への入り口」と呼ばれるようになった。

### 隣接する郡
- フルトン郡 - 北
- サラトガ郡 - 東
- スケネクタディ郡 - 東
- スカハリー郡 - 南
- オチゴ郡 - 南西
- ハーキマー郡 - 西

## 人口動態

モンゴメリー郡の人口ピラミッド、2000年統計データによる

以下は2000年国勢調査による人口統計データである。
| 基礎データ - 人口: 49,708 人 - 世帯数: 20,038 世帯 - 家族数: 13,104 家族 - 人口密度: 47人/km2（123人/mi2） - 住居数: 22,522 軒 - 住居密度: 21軒/km2（56軒/mi2） 人種別人口構成（2008年時点） - 白人: 94.87% - アフリカン・アメリカン: 1.15% - ネイティブ・アメリカン: 0.25% - アジア人: 0.53% - 太平洋諸島系: 0.01% - その他の人種: 1.92% - 混血: 1.27% - ヒスパニック・ラテン系: 6.91% 先祖による構成 - イタリア系：19.0% - ドイツ系：15.9% - ポーランド系：13.5% - アイルランド系：9.1% - アメリカ人：7.9% - イギリス系：6.4% 言語による構成 - 英語：89.8% - スペイン語：6.3% - ポーランド語：1.5% | 年齢別人口構成 - 18歳未満: 24.5% - 18-24歳: 7.2% - 25-44歳: 26.3% - 45-64歳: 22.9% - 65歳以上: 19.2% - 年齢の中央値: 40歳 - 性比（女性100人あたり男性の人口） - 総人口: 91.4 - 18歳以上: 87.9 世帯と家族（対世帯数） - 18歳未満の子供がいる: 29.4% - 結婚・同居している夫婦: 49.0% - 未婚・離婚・死別女性が世帯主: 11.6% - 非家族世帯: 34.6% - 単身世帯: 29.5% - 65歳以上の老人1人暮らし: 14.9% - 平均構成人数 - 世帯: 2.42人 - 家族: 2.98人 収入と家計 - 収入の中央値 - 世帯: 32,128米ドル - 家族: 40,688米ドル - 性別 - 男性: 30,818米ドル - 女性: 23,359米ドル - 人口1人あたり収入: 17,005米ドル - 貧困線以下 - 対人口: 12.0% - 対家族数: 9.0% - 18歳未満: 16.8% - 65歳以上: 10.0% |

## 都市と町
- アムステルダム市
- フォンダ村 - 郡庁所在地
- エイムズ村
- アムステルダム町
- カナジョハリー町
- カナジョハリー村
- チャールストン町
- フロリダ町
- フォートジョンソン村
- フォートプレーン村
- フルトンビル村
- グレン町
- ハガマン村
- ミンデン町
- モホーク町
- ネリストン村
- パラタインブリッジ村
- パラタイン町
- ルート町
- セントジョンズビル町
- セントジョンズビル村